# Supercopa Italiana de Voleibol Masculino de 2020
A Supercopa Italiana de Voleibol Masculino de 2020 foi a 25ª edição desta competição organizada pela Lega Pallavolo Serie A, consórcio de clubes filiado à Federação Italiana de Voleibol (FIPAV) que ocorreu entre 13 de setembro e 25 de setembro.
O Sir Safety Perugia conquistou seu terceiro título da competição ao derrotar na final o Lube Macerata. O ponteiro polonês Wilfredo León foi eleito o melhor jogador do torneio.

## Regulamento
A competição foi disputada em duas semifinais (em caso de empate nos sets, seria disputado um golden set), e uma final única.

## Equipes participantes
| Equipe             | Qualificação                         |
| ------------------ | ------------------------------------ |
| Lube Macerata      | 1.º colocado na SuperLega de 2019–20 |
| Modena Volley      | 2.º colocado na SuperLega de 2019–20 |
| Sir Safety Perugia | 3.º colocado na SuperLega de 2019–20 |
| Trentino Volley    | 4.º colocado na SuperLega de 2019–20 |

Obs.: Posição das equipes antes da interrupção do campeonato.

## Resultados
|  | Semifinais         | Semifinais         | Semifinais | Semifinais |   |               | Final | Final |
|  |                    |                    |            |            |   |               |       |       |
|  | Lube Macerata      | 2                  | 3          | 15         |   |               |       |       |
|  | Trentino Volley    | 3                  | 2          | 12         |   |               |       |       |
|  | Trentino Volley    | 3                  | 2          | 12         |   | Lube Macerata | 2     |       |
|  |                    |                    |            |            |   | Lube Macerata | 2     |       |
|  |                    | Sir Safety Perugia | 3          |            |   |               |       |       |
|  | Sir Safety Perugia | Sir Safety Perugia | 3          | 3          | 2 |               |       |       |
|  | Sir Safety Perugia |                    |            | 3          | 2 |               |       |       |
|  | Modena Volley      | 0                  | 3          |            |   |               |       |       |

#### Semifinais
Jogos de ida
| Data   | Hora  |                    | Placar |               | Set 1 | Set 2 | Set 3 | Set 4 | Set 5 | Total  | Relatório |
| ------ | ----- | ------------------ | ------ | ------------- | ----- | ----- | ----- | ----- | ----- | ------ | --------- |
| 13 set | 18:00 | Trentino Volley    | 3–2    | Lube Macerata | 21–25 | 25–19 | 16–25 | 25–21 | 15–9  | 102–99 | Relatório |
| 13 set | 17:30 | Sir Safety Perugia | 3–0    | Modena Volley | 26–24 | 25–23 | 25–20 |       |       | 76–67  | Relatório |

Jogos de volta
| Data       | Hora       |               | Placar |                    | Set 1 | Set 2 | Set 3 | Set 4 | Set 5 | Total   | Relatório |
| ---------- | ---------- | ------------- | ------ | ------------------ | ----- | ----- | ----- | ----- | ----- | ------- | --------- |
| 20 set     | 18:00      | Modena Volley | 3–2    | Sir Safety Perugia | 25–22 | 25–20 | 14–25 | 26–28 | 15–12 | 105–107 | Relatório |
| 20 set     | 17:30      | Lube Macerata | 3–2    | Trentino Volley    | 25–18 | 22–25 | 25–19 | 20–25 | 15–11 | 107–98  | Relatório |
| Golden set | Golden set | Lube Macerata | 15–12  | Trentino Volley    |       |       |       |       |       |         |           |

#### Final
| Data   | Hora  |               | Placar |                    | Set 1 | Set 2 | Set 3 | Set 4 | Set 5 | Total   | Relatório |
| ------ | ----- | ------------- | ------ | ------------------ | ----- | ----- | ----- | ----- | ----- | ------- | --------- |
| 25 set | 21:30 | Lube Macerata | 2–3    | Sir Safety Perugia | 25–22 | 23–25 | 19–25 | 25–19 | 14–16 | 106–107 | Relatório |

## Premiação
| Supercopa Italiana de 2020              |
| Úmbria                                  |
| --------------------------------------- |
| Sir Safety Perugia Campeão (3.º título) |